# Jacques Marie Anatole Le Clerc de Juigné
Pour les articles homonymes, voir Le Clerc et Juigné.
Jacques Marie Anatole Le Clerc, comte puis marquis de Juigné (Paris, 25 juillet 1788 - Paris, 1er avril 1845), est un militaire et homme politique français des XVIIIe et XIXe siècles.

## Biographie
Chevalier de la Légion d'honneur, chef d'escadron de la garde nationale, aide-de-camp du maréchal Oudinot, duc de Reggio, Jacques Marie Anatole Le Clerc fut admis, le 13 mai 1826 à siéger à la Chambre des pairs, par droit héréditaire, en remplacement de son père décédé le 11 janvier de la même année. Il  fut confirmé baron-pair héréditaire par lettres du 29 mai suivant.
Il soutint à la chambre haute la monarchie constitutionnelle, et se retira en 1830, ayant refusé de prêter serment à la Monarchie de Juillet.
La ville de Montaigu (Vendée), pour un motif de conservation, acheta en 1844 le château éponyme au marquis de Juigné qui le tenait de ses ancêtres. La transaction se fit à l'audience des criées du Tribunal de première instance du département de la Seine, à Paris.

## Titres
- Comte de Juigné, puis,
- 4e Marquis de Juigné (à la mort de son père en 1823) ;
- Pair de France[2] :
  - À titre héréditaire le 13 mai 1826 ;
  - Confirmé baron-pair par lettres patentes du 29 mai 1824.

## Distinctions
- Chevalier de la Légion d'honneur (16 janvier 1816) ;

## Armoiries
Armes du marquis de Juigné, pair de France
D'argent, à la croix de gueules, bordée d'une engrêlure de sable, et cantonnée de quatre aigles du même, becquées et armées de gueules.,,
- Cimier : un coq essorant[4].
- Devise : « Ad alla[4]. »
- Cri : BATTONS ET ABATTONS[4]!

## Ascendance et postérité
Jacques-Marie-Anatole Le Clerc était le fils aîné de Charles Marie Leclerc (° 1764 † 1826), marquis de Juigné, chevalier de Saint-Louis (1796), colonel, et de Anne-Éléonore-Eulalie ( † 1803), fille de François-Charles du Floquet, comte de Réals.
Il avait une sœur, Anne-Eulalie-Agathe (° 6 février 1801), mariée, le 8 septembre 1822 à Paris, avec Jean-Baptiste de Percin de Montgaillard (1767-1846), marquis de La Valette, dont une fille.
Il contracta trois unions :
1. Le 25 février 1813, en l'église Saint-Sulpice (Paris), avec Marie Anne Jeanne Caroline ( † 30 mars 1822), fille de Charles-Henri de Feydeau (né en 1754), marquis de Brou, intendant du Berry (1774-1779), intendant de Bourgogne (1781-1784), intendant de Caen (1784-1787), conseiller d'État (1787) ;
2. Le 20 juin 1824 avec Armande Pauline Marie (Paris, 27 juin 1788 - château de Juigné, Juigné-sur-Sarthe, 6 janvier 1833), fille d'André Joseph Marie Gaspard de Castellane (né en 1758), marquis de Majastres, et petite-fille d'Armand Louis de Béthune, veuve de Louis Pierre Quentin de Richebourg (1754-1822), marquis de Champcenetz, lieutenant général ;
3. En 1866 avec Pauline Louise Euphrasie (Chaligny, 25 novembre 1818 - Beaune, 19 avril 1903), fille de François Sallonnier de Chaligny (1770-1833), sous-préfet de Château-Chinon (1815-1830), veuve d'Alphonse Pierre Routy de Charodon (1804-1865).

- Le marquis de Juigné eut un fils de chacune de ses deux premières unions :
  - (1°) Charles Marie Chrétien (né le 10 mai 1817). Il avait hérité de sa mère, du château de Brou, qu'il revend en 1844 à Charles Floréal Thiébaut, fondeur de bronzes d'art à Paris ;
  - (2°) Charles Léon Ernest (Paris Xe, 16 avril 1825 - Paris VIIe, 6 juin 1886), 5e marquis de Juigné, député de la Sarthe (1871-1876), marié, le 20 mai 1844 en église Saint-Thomas-d'Aquin (Paris), avec sa cousine Charlotte Bernardine Auguste (Toulouse, 19 février 1825 - Juigné-sur-Sarthe, 9 juin 1897), fille de Jean-Baptiste de Percin de Montgaillard (1767-1846), marquis de La Valette, et Anne-Eulalie-Agathe Le Clerc de Juigné (° 6 février 1801), dont :
    - Postérité.